# Grana Padano

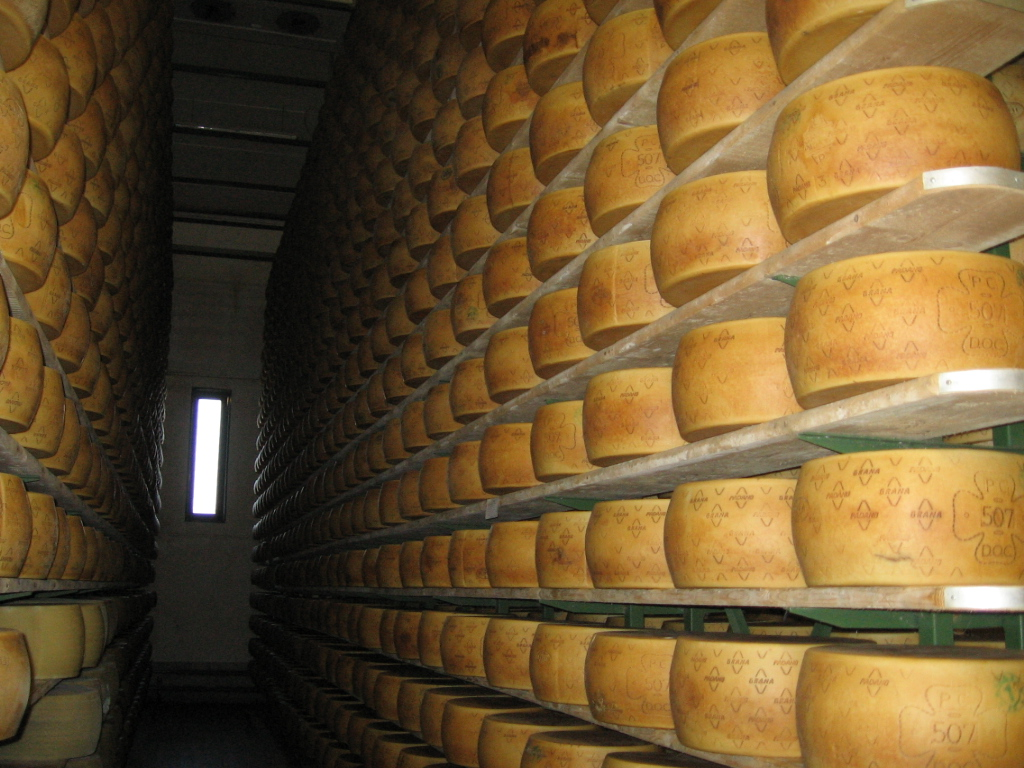
Lagring av Grana Padano i Piacenza.

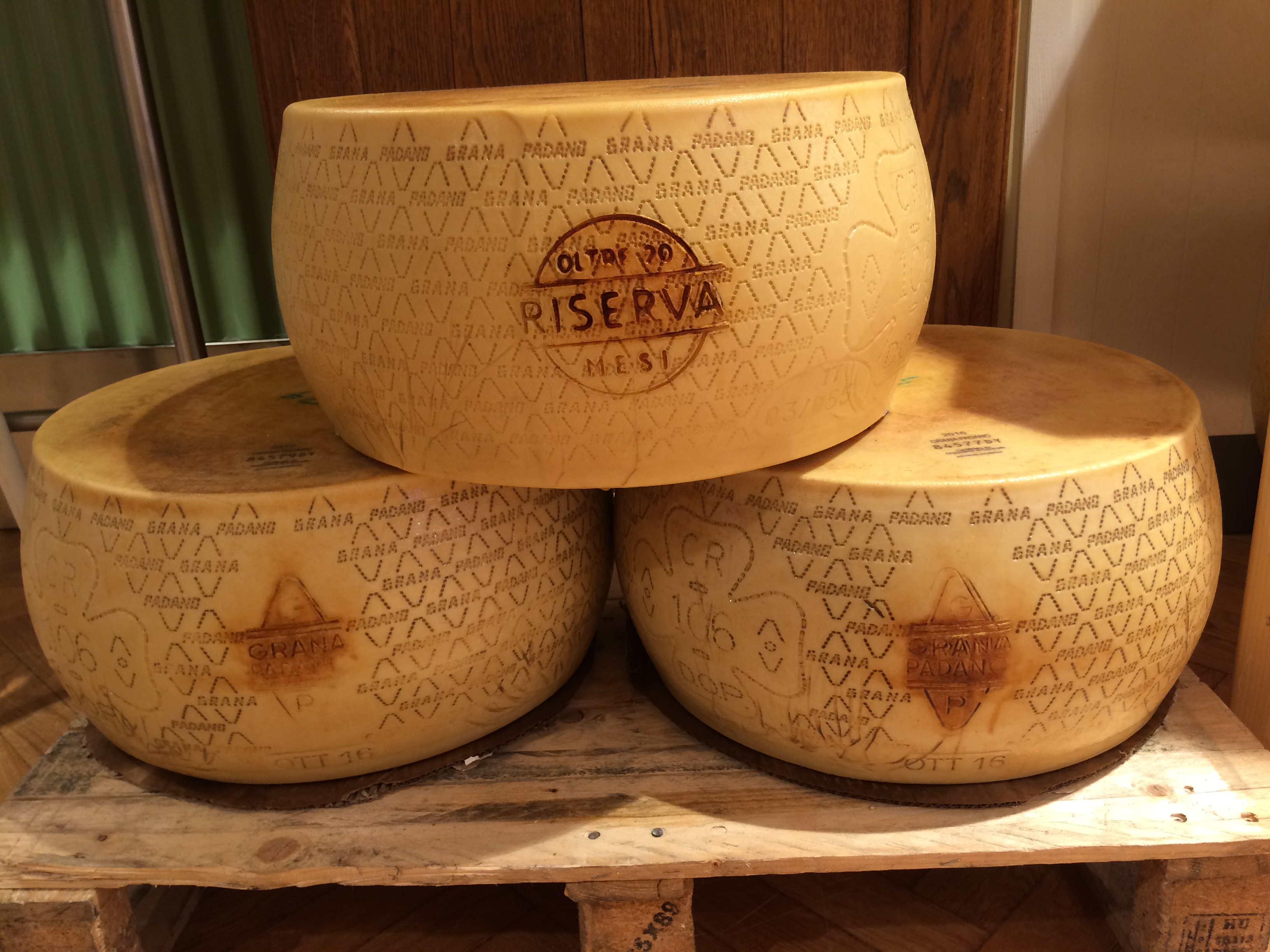
Grana Padano på matmarkaden Eataly i Stockholm.

Grana Padano är en italiensk hårdost jämförbar, men ej att förväxla, med Parmigiano-Reggiano. Grana Padano produceras i hela Podalen i fem regioner där nedanstående provinser äger rätt att tillverka den. Grana Padano är skyddad av italienska ursprungsmärkningen, Denominazione di Origine Protetta (DOP) sedan 1996.
- Piemonte
  - Alessandria
  - Asti
  - Biella
  - Cuneo
  - Novara
  - Torino
  - Verbano-Cusio-Ossola
  - Vercelli

- Lombardiet
  - Bergamo
  - Brescia
  - Como
  - Cremona
  - Lecco
  - Lodi
  - Mantua
  - Milano
  - Monza e Brianza
  - Pavia
  - Sondrio
  - Varese

- Emilia-Romagna
  - Bologna
  - Ferrara
  - Forlì-Cesena
  - Piacenza
  - Ravenna
  - Rimini

- Veneto (Venetia)
  - Padova
  - Rovigo
  - Treviso
  - Venezia
  - Verona
  - Vicenza

- Trentino-Alto Adige
  - Trento